# 意識に相関した脳活動

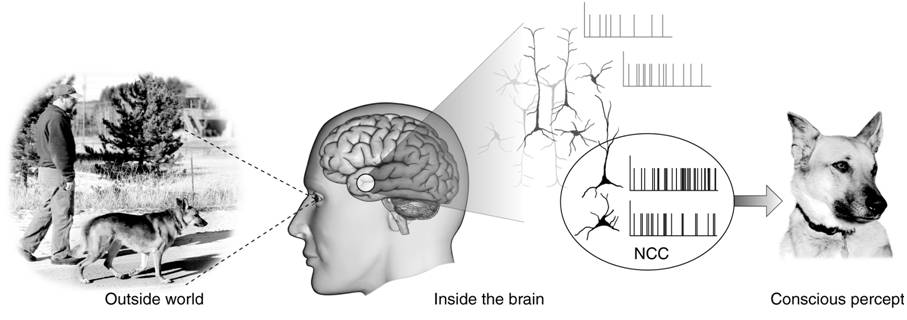
意識に相関した脳活動 (NCC) とは特定の意識的知覚や意識的 (明示的) な記憶を生み出すのに十分な神経活動と神経構造 (この図では新皮質の錐体細胞の同期した活動電位) の最小のセットのことである。Koch (2004)より

意識に相関した脳活動（いしきにそうかんしたのうかつどう、英: NCC、Neural correlates of consciousness）はある特定の意識的知覚を共同して引き起こすのに十分な、最小の神経メカニズムとして定義される (Crick & Koch, 1990)。

## 意識に対する神経生物学的アプローチ
意識は、ある種の複雑系、生物学的システム、適応系、強い相互作用を持ったシステムが持つ難解で状況依存的な特性である。意識の科学は、精神の現象的状態と脳の現象的状態との正確な関係を説明できるよう努めなくてはならない。非物質的な意識的精神と、身体の電気化学的な相互作用によるその生理的基盤との関係の本質は何か?という問いは古典的な心脳問題の核心である。神経科学者は多くの実験的アプローチによって意識の神経基盤に光を当ててきた。この記事ではこのようなアプローチを概観し、どのようなことが研究されているのかを要約していく。ここに関連用語の索引がある。

## 意識に相関した脳活動
心脳問題の解決に向けて前進するためには、哲学的な論争を避け、実験的に扱うことの出来る問題に集中することが必要である。そのための鍵となるのが、意識に相関した脳活動 (と最終的には意識の原因) の探求である。
上述した意識に相関した脳活動の定義では、最小限という言葉が重要である。なぜなら、脳活動全体は明らかに意識を引き起こすのに十分だからである。問題はその内のどの下位構成要素が意識的な体験を引き起こすのに必要かという問題だ。例えば、小脳の神経活動は意識的知覚を引き起こすことはないと考えられている。したがって、小脳の活動は意識に相関した脳活動の一部ではない。
この定義は必要条件に強く固執するものではない。なぜなら、神経ネットワークには強い冗長性と並行性が見られるからである。ある条件下でのある神経集団の活動が知覚を引き起こす際に、その神経集団を不活化しても別の神経集団が似たような知覚を引き起こすことが起こりうる。
赤いパッチを見ている時や、おばあさんを見ている時、サイレンを聞いている時などの、全ての現象的、主観的状態は意識に相関した脳活動に関連付けられる。ある特定の意識的な体験の、意識に相関した脳活動の不安定化や不活化は知覚に影響を与えたり消し去ったりする。もしも、人工装具によるものや神経外科手術の際などの皮質の微小刺激などによって、意識に相関した脳活動を人工的に引き起こすことが出来れば、被験者はその脳活動に関連付けられる知覚を体験するだろう。
意識に相関した脳活動の特徴とは何か? 視覚の意識に相関した脳活動と聴覚の意識に相関した脳活動の共通点とは何か? 全ての時間における大脳皮質の全ての錐体細胞が意識に相関した脳活動に必要なのか? または前頭葉からの後方の感覚皮質に対する長距離的な投射の一部だけでよいのか? そのような神経細胞はリズミカルに発火しているのか? そのような神経細胞は同期しながら発火しているのか? これらはこの数年の間に進展が見られた問題の一部である (Chalmers 2000)。
意識に相関した脳活動を発見し、特徴付けることは、意識の理論に関して同様のことをすることと同一ではないという点には注意しなくてはならない。特定のシステムがなぜ何かを体験できるか?、なぜ私たちは意識を持つのか?、なぜ(腸管神経系や免疫系などの) 他のシステムは意識を持たないのか? などの疑問に答えることの出来るのは後者のみである。しかし、意識に相関した脳活動を理解することは、このような理論を前進させることに必要である。

## 意識の量子的なメカニズム
意識を生じさせる因子は分子レベルではなく、(1細胞もしくは複数細胞における神経伝達物質の放出や活動電位の発生などの) 神経レベルで存在していると、多くの神経生物学者は暗黙のうちに仮定している。
一部の研究者は巨視的な量子の挙動が意識を生み出すと提唱している。特に興味を集めているのは、カップリングした2つの電子などの複数の物体の量子的状態が、空間的に離れているにもかかわらず強い相関を示す、量子もつれと呼ばれる現象で、私たちの局所性に関する直感が破られている (量子もつれは量子コンピューターへの応用が期待されている量子メカニズムの鍵となる特性でもある)。眼によって受容された光子や生体分子の量子メカニズムの役割は議論の余地がないほど明白である。しかし、(強く環境とカップリングしている37℃の暖かく湿った組織である) 神経系のいかなる構成要素も、量子もつれを示している証拠は無い。また、もしも拡散や活動電位の発生、伝播など、個々の細胞の内部で量子もつれが発生していたとしても、神経細胞から情報が入力や出力される原理的なメカニズムは量子的な重ね合わせを崩すだろう。神経細胞間の相互作用という細胞レベルの現象は古典的な物理法則が支配している (Koch and Hepp 2006)。

## 覚醒レベルと意識の内容

### 意識の状態と意識状態
意識という単語には2つのありふれた、しかし非常に異なる用法がある。それは、覚醒 (Arousal) や意識の状態 (States of Consciousness) に関するものと、意識の内容 (content of consciousness) や意識状態 (Conscious States) に関するものである。
何かに対して意識的であるためには、脳は比較的高いレベルの覚醒 (警戒 (vigilance) と呼ばれることもある) 状態でなくてはならない。忘れられがちではあるが、このことは夢の中で、鮮烈で意識的な体験をしているレム睡眠の際に関しても同様である。脳の電気的、代謝的活動によって計測される脳の覚醒レベルは、概日リズムに従い、睡眠不足や薬物、アルコール、身体的な運動などによる予測可能な影響を受ける。高い覚醒状態は通常、特定の内容を持ったある種の意識状態 (知覚や思考、記憶など) に関連付けられる。私たちは顔を見、音楽を聴き、出来事を覚え、実験を計画し、セックスを夢に描く。もちろん、何かに意識的になることなく覚醒することはありえないことである。しかし、このような意識状態について言及することと、異なる覚醒レベルで変動する意識の状態について言及することは概念的に大きく異なる。覚醒は (例えば、眼球運動や音源に向けて顔を向けたりするのに必要な音の音量などの) 基準となる応答を引き起こす信号の強度によって、行動に基づき計測可能である。グラスゴー・コーマ・スケールのような患者の覚醒レベルを評価する診断システムが医療に用いられている。
異なる覚醒レベルや意識の状態が異なる種類の意識的経験と関連付けられている。健常者の覚醒状態は夢を見ている状態 (例えばこの状態では内省 (self-reflection) がほとんど無い) や、深い睡眠状態とは大きく異なる。これらの3状態で脳の基本的な生理状態は変化し、可能な意識的経験の範囲に影響を及ぼしている。また、生理的状態は (日常では考えられないような強い情動の連続を生み出すサイケデリックな薬物の使用後などの) 様々な意識変容状態 (altered states of consciousness) 間でも異なっている。意識的知覚や洞察が通常の覚醒時よりも強化される、ある種の瞑想中にも他の意識の状態が起きる。
深い睡眠状態からまどろんだ状態を経て覚醒状態へと移行するにつれ、明らかではあるものの厳密に定義し難いようなやり方で意識的体験の豊富さは増加していく。この可能な意識的体験の豊富さは意識的体験の次元と粒度の両方を用いた複雑系理論からくる考えによって定量化出来る (例えば、意識の統合情報理論 (the integrated-information-theory) による説明に関しては Tononi 2004 を参照)。健常者の視覚野の全領域の不活化は色、形、運動、テクスチャー、奥行きが知覚されなくなるため、意識的体験の次元が減少する。行動から分かる覚醒レベルが増加するにつれ、可能になる行動の範囲や複雑さが増していく。このことに関する1つの例外がレム睡眠で、この睡眠段階特有の、ほとんどの運動活動がシャットダウンする弛緩 (atonia) が起き、起きることが難しくなる。この状態では行動から分かる覚醒レベルは低いが代謝的、電気的脳活動が高く、意識は生き生きとした状態にある。

### 意識の大局的な障害
臨床家は意識の障害された状態を“昏睡”状態や“遷延性意識障害” (PVS : persistent vegetative state)、“最小意識状態” (MCS : minimally conscious state)と称する。ここでは、意識のまったく無い昏睡状態や遷延性意識障害や全身麻酔状態から、意識的感覚が変動し限定された状態である最小意識状態や夢遊病やてんかんの複雑部分発作 (Schiff 2004) などまでの異なる意識のレベルについて述べる。

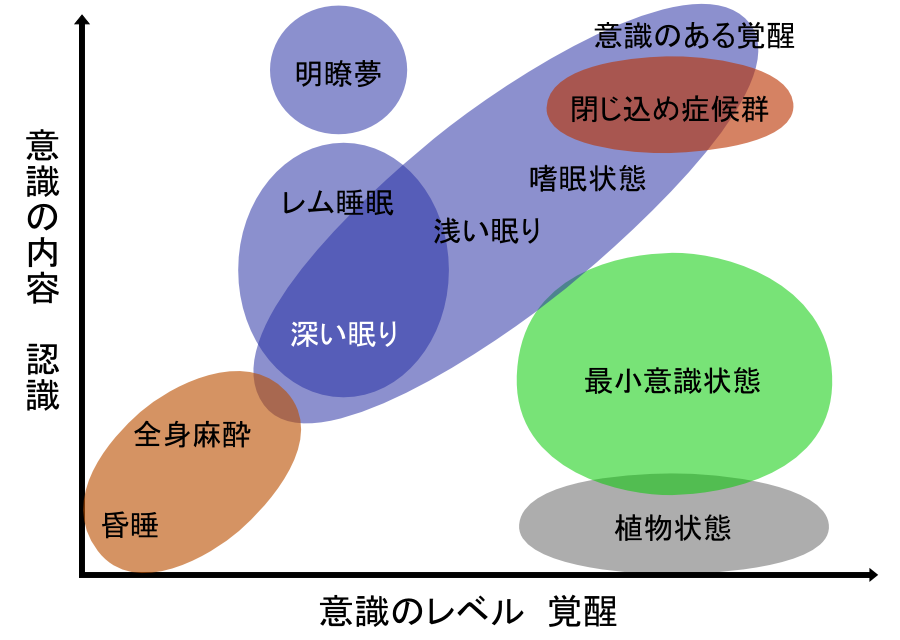

最小意識状態の患者がアクセス可能な意識状態や意識的体験の種類は (主に痛みや不快、突発性の感覚性知覚などの) 最小限のものであると推定され、健康な人の脳が経験可能な意識状態に比べて非常に少ない。また、脳死状態ではいかなる覚醒も体験も無いとされている。心理的なトラウマを避けるため、全身麻酔状態の患者はいかなる体験もしないようになっているが、緊急事態のために手術中の覚醒レベルは調節されている。
意識に必要な最小限の神経活動の基準に関する認められた理論が存在しなければ、(フロリダのテリー・シャイボの事例のように正常な睡眠脳波の移り変わりが見られ、反射的に眼や四肢を動かしたり微笑んだりする) 遷延性意識障害の患者と、(例えば、異なる眼球運動などの) 有意味な方法で (たまに) コミュニケーションが可能で、意識の兆候を示す最小意識状態の患者とを区別することは大抵の場合、臨床環境では難しい。脳機能イメージングはこの時非常に有用である。
BOLD fMRIにより、重篤な脳損傷により植物状態となった患者が、テニスをしたりその人の家の全ての部屋を回ることを想像してもらった際に健常者と同じような脳活動を示すことが証明されている (Owen et al. 2006)。(無動性無言を含む) このような大域的な意識障害の患者の様々な脳機能イメージング研究により、前頭前皮質の内側部や外側部、頭頂連合野などの様々な領域に広がる皮質ネットワークの機能障害が意識の大局的な消失に関係していることが示された (Laureys 2005)。同様に、側頭葉でのてんかん発作における意識の障害は、前頭連合野と頭頂連合野の脳血流量の減少と視床の内背側部などの正中部の脳構造の血流の増加に伴って観察される (Blumfeld et al. 2004)。

### 意識に作用する局所的な脳損傷
広範囲に渡る脳損傷とは対照的に、正中部 (または傍正中部) の皮質下の脳構造の比較的に個別的な両側の損傷でも意識の完全な消失が起きる。従って、このような脳構造は (代謝的、電気的活動によって決定される) 脳の覚醒レベルを調節し、あらゆる形での意識の形成に必要な可能要因の一部であると考えられる。このような脳構造の例として、(橋、間脳、視床下部後部などの) 脳幹上部にある (片側につき) 2ダース以上の神経核から構成される網様体賦活系 (RAS : reticular activating system) がある。これらの神経核 (独自の細胞構築学的、神経化学的な特性を持った神経細胞の3次元的集合) はアセチルコリンやノルアドレナリン、セロトニン、ヒスタミン、オレキシンなどの異なる神経伝達調節因子 (neuromodulator) を放出する。それぞれの軸索は脳の様々な領域に広がっていて、これらの神経伝達調節因子は視床や前頭の活動性を調節し、覚醒と睡眠の状態変化や行動的、脳活動的な覚醒レベルの変化を仲介している。網様体賦活系の神経核の急性の切除は意識の消失と昏睡を引き起こす。しかし結果的に、視床と前頭の活動は復活し、意識が戻ることもある (Villablanca 2004)。他の意識の可能要因として、5つかそれ以上存在する視床の髄板内核 (ILN : intralaminar nuclei) がある。これらは多くの脳幹の神経核からの入力を受け大脳基底核への強い出力と大部分の新皮質のI層への広がった出力を持つ。(1 cm3かそれ以下の) 比較的小さい両側の視床髄板内核の切除により、気づき (awareness) が完全にノックアウトされる (Bogen 1995)。

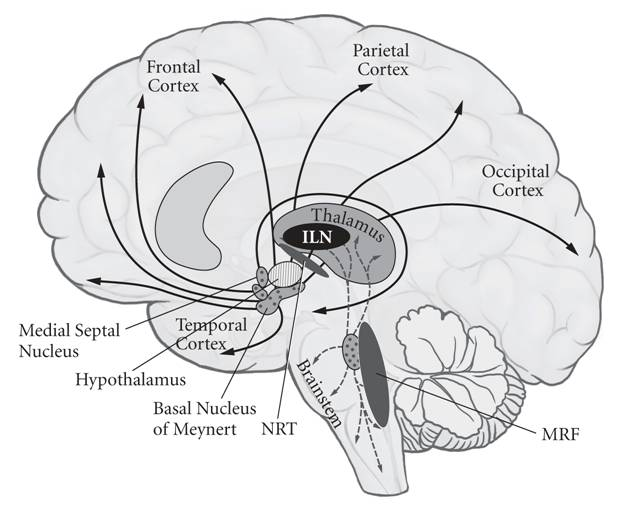
脳の覚醒レベルの調節に必要な脳幹と視床の正中の構造。これらの神経核の多くの小さな両側切除が意識の大局的な消失を引き起こす。Koch (2004)から

要約すると、視床や間脳、橋にある、異なる化学的特性を持つ神経核の多くは、脳の覚醒を十分な状態にし、あらゆる体験を可能にする機能を持つ。これらの神経核は意識の可能要因に属する。反対に、意識的知覚の特定の内容は大脳皮質や関連する二次的な構造である扁桃体や視床、前障、大脳基底核などの神経細胞によって仲介されると考えられる。

## 意識的知覚の神経基盤
時空間的な視覚知覚を正確に操作出来れば、意識に相関した脳活動を探求する上で視覚が絶好の研究対象になる。そのために、心理学者は以下のような多くの手法を開発してきた。- マスキング、両眼視野闘争、フラッシュ・サプレッション、運動誘発盲、チェンジ・ブラインドネス (変化への盲目)、インアテンショナル・ブラインドネス (不注意による盲目) - これらの現象において、世界の物理的刺激と被験者の精神内部で起きるそれらと関連付けられた知覚との、一見単純で明白に思える関係性が崩壊している (Kim and Blake 2004)。特に、刺激の知覚が数秒、場合によっては数分もの間、抑制され、刺激が被験者の眼の片方に投影されているにもかかわらず、見ることが出来ないことさえある。この時、物理的刺激ではなく被験者の知覚に反応する神経メカニズムを分離することで、脳内での視覚意識の足跡をたどることが出来る。人が錯覚を起こしている時、物理的刺激は変化していないのに、その知覚は揺れ動いている。そのよく知られた例として、その図形を構成する12本の線が、深さの異なる2種類の見え方をするネッカーの立方体がある。

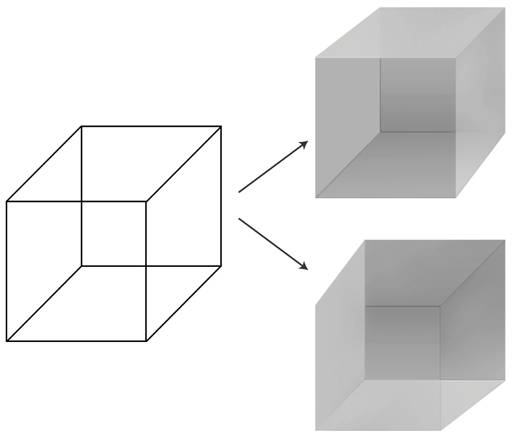
ネッカーの立方体: 左の線画は右に示される2種類の深さの構成の内の1種類で知覚される。他の視覚手がかりが無ければ、視覚系はこの2つの解釈の間を行ったり来たりする。Koch (2004) から

正確にコントロールできる錯覚に両眼視野闘争がある。この錯覚では、左眼には小さい画像 (例えば水平の縞模様) を呈示し、右眼の対応する位置に別の画像 (例えば鉛直な縞模様) を呈示する。視覚刺激自体は変化しないにもかかわらず、被験者の意識上では水平の縞模様と鉛直の縞模様に数秒ごとに変化して見える。脳は両方の画像を同時に知覚することは出来ない。どちらの画像を見ているのか報告できるようにマカクザルを調教することができる。知覚が切り替わる時間の分布や片方の眼でのコントラストの変化が知覚に与える様子などを調べた結果、ヒトとマカクザルが同一の基礎的現象を経験していることはほとんど疑いようが無い。一連のエレガントな実験において、ロゴテティス (Logothetis) らは (Logothetis 1998) 覚醒時のマカクザルが両眼視野闘争課題を行っている際の様々な視覚野の活動を計測した。一次視覚野 (V1) では、ごく一部の細胞がサルの知覚に従って僅かに活動が変化し、大部分の細胞はその時間におけるサルの知覚にほとんど関係なくどちらか片方の眼の網膜上の刺激に反応した。反対に、腹側皮質視覚路に属する下側頭野 (IT 野) のような高次視覚野では、ほとんど全ての細胞が知覚的に優位な刺激に反応した。例えば、'顔' ニューロンは動物が顔を見ていると行動で示している時にのみ発火し、もう片方の眼に顔が呈示されている時には発火しなかった。このことは、意識に相関した脳活動は下側頭皮質の神経活動を含んでいることを示唆している。しかし、下側頭皮質の細胞と前頭前皮質の一部の神経細胞との特定の相互作用が意識に相関した脳活動を生み出すために必要であるという可能性もある。
関連する知覚現象として、フラッシュ・サプレッションと呼ばれる現象がある。この現象は、片方の眼に投射された画像の知覚を、もう片方の眼で別の画像をフラッシュさせることで抑制する (この時、片方の眼の画像は呈示したままである) というものである。この現象が両眼視野闘争に比べて方法論的に優れている点として、知覚の変化のタイミングを内的なイベントではなく外的なトリガーによって決定することが出来る点にある。フラッシュ・サプレッションの際に自身の知覚を報告するように調教したサルのIT 野と上側頭溝の大部分の細胞の活動はサルの知覚に従って変化した。つまり、その細胞が選択的に反応する刺激が知覚された時に、細胞が発火した。もし、画像はまだ呈示されているのに、フラッシュ・サプレッションにより知覚が抑制された場合、一次視覚野の細胞はこの刺激に対して強く発火しているにもかかわらず、高次視覚野の神経細胞の発火は止まる (Leopold and Logothetis 1996; Sheinberg and Logothetis 1997)。てんかん患者がフラッシュ・サプレッションを経験している時の内側側頭葉の単一細胞記録の結果も同様で、その細胞が選択的に反応する刺激が呈示されているが知覚的にマスクされている時、細胞の発火は止まっている (Kreiman et al. 2002)。
多くの fMRI 実験で、ヒトの視覚意識の根底にある脳血流活動を同定するために両眼視野闘争やそれに似た錯覚が利用された。それにより、(紡錘上回顔領域や海馬傍回場所領域などの) 腹側皮質視覚路の高次領域の BOLD 信号も一次視覚野や外側膝状体を含む初期視覚野の BOLD 信号も、単純な網膜上の刺激ではなく知覚に従って変化することが強く示された (Rees and Frith 2007)。この実験事実に加えて、多くのエレガントな fMRI 実験 (Haynes and Rees 2005; Lee et al., 2007) やDTI実験 (Shimono and Niki, 2013)によって、一次視覚野の活動は視覚意識に必要だが十分ではないという仮説 (Crick and Koch 1995) が支持されている。

## フィードフォーワード投射とフィードバック投射
感覚入力に対する応答行動の多くは非常に速く、一時的で、定型的で、無意識的である (Milner and Goodale, 1995)。これらは皮質による反射的な行動であると考えることが出来、てんかんの複雑部分発作の際などに見られるような自動化された複雑な行動を形作るような急速でいくらか定型化された応答として特徴付けられる。これらの自動化された応答は、時にゾンビ行動 (zombie behaviors) と呼ばれ (Koch and Crick 2001)、感覚情報 (または、イメージのようなそれらの反映) の広くより非定型的な面によりゆっくりと対処し、適切な考えや応答を決定するのに時間を要するような、遅く汎目的的な意識的モードと対照的である。このような意識的モードが無ければ、めったに無い出来事に対処するための大量の異なるゾンビモードが必要になってしまう。
ヒトが多くの動物と区別される特徴として、私達が自分自身での生存を可能にするような広範囲に渡る行動プログラムを生まれながらに持たない点がある ("生理的早産" (physiological prematurity))。この問題に対処するため、私たちは無類の学習能力を持つ。すなわち、模倣や調査によって意識的にこのようなプログラムを獲得する。一度意識的に獲得し十分な訓練を積めば、これらのプログラムは私達のアウェアネスの領域の背後で実行されるように自動化されることもある。ベートーヴェンのピアノソナタを演奏する優れた運動能力やカーブの多い山道でオートバイに乗るのに必要な感覚運動調節能力がその典型的な例である。このような複雑な行動は意識を最小化または停止した上で実行可能な十分な数の下位プログラムがあって初めて可能になる。事実、意識的なシステムが自動化されたプログラムにいくらか干渉を及ぼすこともある (Beilock et al. 2002)。
進化的見地からすると、定型的で自動化された様式で急速に実行される自動化された行動プログラムと、より複雑な行動を考え計画するのに時間を要する若干遅いシステムの両方を持つことは明らかに合理的である。後者の側面は意識の主要な機能の1つであろう。
皮質における視覚のゾンビモードが主に頭頂葉にある背側皮質視覚路を使用している可能性もあるように思える (Milner and Goodale, 1995)。しかし、少なくともある状況下において、頭頂葉の活動が注意の効果を腹側皮質経路に起こすことで意識に影響を及ぼすことが出来る。視覚の意識的モードは (V1 以降の) 初期の視覚野と特に腹側皮質経路に強く左右される。
複雑に思える視覚処理 (例えば、雑然とした自然背景の中で動物を見つけるような) はヒトの大脳皮質において、130から150ミリ秒の間に起き (Thorpe et al. 1996, VanRullen and Koch 2003)、これは眼球運動や意識的知覚が起きるには遅すぎる。加えて、眼球前庭反射などの反射はもっと急速な時間スケールで発生している。このような行動が網膜からV1、V4、IT野、前頭前皮質へと伝わる純粋なフィードフォーワードの活動電位の波によって仲介され、(実験室での典型的な条件下では) ボタン押しをコントロールする脊髄の運動ニューロンに作用するという考えは非常に合理的である。基本的な情報処理がフィードフォーワードであるという仮説は IT 野の細胞で見られる選択的応答に要する時間が短時間 (約100ミリ秒) であることによって非常に直接的に指示される。
反対に、意識的な知覚には、新皮質の前部から後部の感覚皮質への大域的なフィードバックを経るような (Crick and Koch, 1995)、閾値を越えるまでに時間を要する、より持続的で反射された神経活動が必要であると考えられている。この時、持続的な神経活動は頭頂葉、前頭前皮質、前帯状皮質、視床、前障の他に、短期記憶、複数のモダリティーの統合、計画、発話や意識に強く関係する他の処理を支える関連した脳構造へと急速に伝播して行く。伝播の競合によって複数の知覚が同時に起きることや強く表現されることが防がれている。これは意識のグローバル・ワークスペース理論の核心となる仮説である (Baars 1988, Dehaene et al. 2003)。
簡単に言うと、視床-皮質系の急速だが一時的な神経活動は、意識的な感覚無しでの複雑な行動を可能にする。一方、意識は広範囲の皮質-皮質フィードバックによる持続的で、良く組織化された神経活動を必要とすると推定される。

## 推薦文献
- Chalmers D (1995) The Conscious Mind: In Search of a Fundamental Theory. Oxford University Press, Oxford, UK. ISBN 0195105532（邦訳:デイビッド・チャーマーズ 『意識する心-脳と精神の根本理論を求めて』 林一訳 白揚社 (2001年) ISBN 4-8269-0106-2）
- Dawkins MS (1993) Through our eyes only? The Search for Animal Consciousness. Oxford University Press, Oxford, UK. ISBN 0198503202
- Edelman GM and Tononi G (2000) Consciousness: How Matter becomes Imagination. Basic Books, New York. ISBN 0465013775
- Goodale MA and Milner AD (2004) Sight Unseen. Oxford University Press, Oxford, UK. ISBN 019856807X
- Koch C (2004) The Quest for Consciousness: A Neurobiological Approach. Roberts, Denver, CO. ISBN 0974707708（邦訳:クリストフ・コッホ 『意識の探求―神経科学からのアプローチ』 土谷尚嗣訳 岩波書店（2006年）（上巻:ISBN 4000050532 下巻:ISBN 4000050540））

## 関連文献
- 苧阪直行 「視覚におけるNCC (Neural Correlates of Consciousness) 問題―ニューロイメージング (SQUID) による探求―」 『認知科学』 1997年 4巻 3号 p.3_93-3_98, doi:10.11225/jcss.4.3_93、日本認知科学会